# 古藤晃
古藤 晃（ことう こう、1945年 - ）は、日本の実業家・翻訳家。河合塾英語科講師。

## 人物
河合塾にて早稲田大学、慶應義塾大学、上智大学、ICUなど私大対策の講座を主に担当した。1971年から代々木ゼミナール講師、1987年に河合塾へ移籍した。

## 著書
古藤の英語特訓ゼミ（文理）
- 『基礎の基礎 32（古藤の英語特訓ゼミ 1）』（文理、1990年） ISBN 4581227313
- 『必出文法事項 103（古藤の英語特訓ゼミ 2）』（文理、1990年） ISBN 4581227321
- 『最重要構文 129（古頭の英語特訓ゼミ 3）』（文理、1990年） ISBN 458122733X
- 『必出口語表現 183（古藤の英語特訓ゼミ 4）』（文理、1990年） ISBN 4581227348
- 『必出重要単語 735（古藤の英語特訓ゼミ 5）』（文理、1990年） ISBN 4581227356
- 『最重要イディオム 421（古藤の英語特訓ゼミ 6）』（文理、1990年） ISBN 4581227364
- 『必出発音・アクセント 398（古藤の英語特訓ゼミ 7）』（文理、1990年） ISBN 4581227372
- 『長文読解の要点 26（古藤の英語特訓ゼミ 8）』（文理、1990年） ISBN 4581227380

大学受験英語対策シリーズ「古藤のスーパー英語ゼミ」（三訂版）シリーズ （一橋出版）
- 『点がとれる 整序問題（大学受験英語対策シリーズ）』（一橋出版、1992年） ISBN 4891966920 / （三訂版、1997年） ISBN 4891967293
- 『点がとれる 空所補充問題（大学受験英語対策シリーズ）』（一橋出版、1992年） ISBN 4891966912 / （三訂版、1997年） ISBN 4891967285
- 『点がとれる 発音・アクセント・単語問題（大学受験英語対策シリーズ）』（一橋出版、1992年） ISBN 4891966939 / （三訂版、1997年） ISBN 4891967307
- 『点がとれる 文法・作文問題（大学受験英語対策シリーズ）』（一橋出版、1992年） ISBN 4891966947 / （三訂版、1997年） ISBN 4891967315
- 『点がとれる 長文総合問題（大学受験英語対策シリーズ）』（一橋出版、1992年） ISBN 4891966963 / （三訂版、1997年） ISBN 4891967331
- 『点がとれる 会話問題（大学受験英語対策シリーズ）』（一橋出版、1992年） ISBN 4891966955 / （三訂版、1997年） ISBN 4891967323

「英文読解以前」シリーズ （研究社）
- 『ジャンル別 英文読解以前』（研究社、1992年） ISBN 4327763128
- 『英文読解以前 2 ＜長文解法編＞』（研究社、1995年） ISBN 432776387X
- 『英文読解以前 ＜超入門編＞』（研究社、1996年） ISBN 4327764108
- 『英文読解以前 ＜基礎知識充実編＞（改訂版）』（研究社、1996年） ISBN 4327764094
- 『ジャンル別英文読解以前「な問題集」』（研究社、1998年） ISBN 4327764329
- 『英文読解以前 practice book 1 ベーシック編』（研究社、1998年） ISBN 4327764388
- 『英文読解以前 practice book 2 アプローチ編』（研究社、1998年） ISBN 432776437X
- 『英文読解以前 practice book 3 アドバンス編』（研究社、1998年） ISBN 4327764396

大学入試英単語・英熟語
- 『大学入試英単語手帳（＜テキスト＞ 必須語）1』（語研、1981年） ISBN 4876158673
- 『大学入試英単語手帳（＜カセット＋テキスト＞ 必須語）1』（語研、1981年） ISBN 487615967X
- 『大学入試英単語手帳（＜テキスト＞ 重要語）2』（語研、1981年） ISBN 4876158681
- 『大学入試英単語手帳（＜カセット＋テキスト＞ 重要語）2』（語研、1981年） ISBN 4876159688
- 『パネル英単語』 （ライオン社、1990年） ISBN 4844025287
- 『秒速暗記 入試頻出 英熟語』 （学生社、1992年） ISBN 4311116020
- 『大学入試 受かる英単語ソクラテス 2088（大学受験 V ブックス新書）』（学習研究社、1995年） ISBN 4053002389
- 『大学入試 受かる英熟語ソクラテス 1088（大学受験 V ブックス新書)』（学習研究社、1995年） ISBN 4053003008
- 『大学入試 受かる基礎英単語・熟語ソクラテス入門 1299（大学受験 V ブックス新書）』 （学習研究社、1996年） ISBN 4053003822
- 『カセット付 ソクラテス基本単語 743（V 新書 CD & カセット）part 1 （ソクラテス 208）』（学習研究社、1997年） ISBN 4053004578
- 『カセット付 ソクラテス重要単語 711（V 新書 CD & カセット）part 2 （ソクラテス 208）』（学習研究社、1997年） ISBN 4053004586
- 『カセット付 ソクラテス基本熟語 383（V 新書 CD & カセット）part 1 （ソクラテス 108）』（学習研究社、1997年） ISBN 4053004594
- 『CD付 ソクラテス基本単語 743 （V 新書 CD & カセット）part 1 （ソクラテス 208）』（学習研究社、1997年） ISBN 4053004543
- 『CD付 ソクラテス重要単語 711 （V 新書 CD & カセット）part 2 （ソクラテス 208）』（学習研究社、1997年） ISBN 4053004551
- 『CD付 ソクラテス基本熟語 383 （V 新書 CD & カセット part 1 （ソクラテス 108）』（学習研究社、1997年） ISBN 405300456X

大学入試構文集
- 『古藤の英語構文 226』（河合出版、1990年） ISBN 4879995584
- 『ぜったい暗記！！ 英語構文 400』 （一橋出版、1996年） ISBN 4891966823

早慶上智大学別英語シリーズ（河合出版）
- 『上智の英語』（河合出版、1991年） ISBN 4879995649
- 『古藤の早稲田英語』（河合出版、1992年） ISBN 4879992542
- 『古藤の慶應英語』（河合出版、1993年） ISBN 4879993182
- 『古藤の上智英語（改訂版)』（河合出版、1993年） ISBN 4879993670
- （拝田清）『早稲田大英語』（河合出版、1998年） ISBN 4877253254
- （拝田清）『慶應大英語 （文・SFC）』 （河合出版、1998年） ISBN 4877253270
- （大井俊紀）『慶應大英語 （法・経済・商・理工・医）』（河合出版、1999年） ISBN 4877253262
- （大井俊紀）『上智大英語』（河合出版、2000年） ISBN 4877253297

その他
- 『英語合格キーワード93 たった 93 語で合格点がとれる』（ライオン社、1985年） ISBN 484402521X
- 『0からわかる英語』 （ライオン社、1987年） ISBN 4844025236
- 『0からわかる英語問題集』 （ライオン社、1997年） ISBN 4844025430
- 『出題形式別 入試英語 正解へ』 （研究社、1995年） ISBN 4327763888
- 『ホーム予備校』（コアフィールド）
- 『脳サピエンス』（インデックス・タカラ）
- 『公務員試験 これでOK！スーパー英単語 & 英文法』（実務教育出版、1997年） ISBN 4788949296 /（改訂版、2000年） ISBN 4788949512
- （日曜講座）『英語・小論文 社会人入試問題 解答と解説 -- 大学・大学院の最新入試実例（Diamond executive data book)』（ダイヤモンド社、1998年） ISBN 4478731527
- （絹川正吉）『ICU その入試のすべて』（研究社、2003年） ISBN 4327764671

大学入試 出典・朝日新聞 （年次版、監修）
- （有坂誠人・伊藤博和・木島佐一・藤崎利和・牧野剛） 『大学入試 出典・朝日新聞 '95-'96年度版』 （朝日新聞社、1995年） ISBN 4021100016
- （阿部満・有坂誠人・伊藤博和・藤崎利和・牧野剛） 『大学入試 出典・朝日新聞 '96-'97年度版』（朝日新聞社、1996年） ISBN 4021100024
- （阿部満・有坂誠人・伊藤博和・影山和子・辻本浩三・藤崎利和・牧野剛） 『大学入試 出典・朝日新聞 '97-'98年度版』（朝日新聞社、1997年） ISBN 4021100032
- （阿部満・有坂誠人・伊藤博和・影山和子・亀井和子・辻本浩三・藤崎利和・牧野剛）  『大学入試 出典・朝日新聞 '98-'99年度版』 （朝日新聞社、1998年） ISBN 4021100040
- （阿部満・有坂誠人・伊藤博和・影山和子・亀井和子・田中公一朗・辻本浩三・藤崎利和・牧野剛） 『大学入試 出典・朝日新聞 2000年版』（朝日新聞社、1999年） ISBN 4021100059
- （伊藤博和・影山和子・亀井和子・辻本浩三・藤崎利和）『大学入試 出典・朝日新聞 2001年版』（朝日新聞社、2000年） ISBN 4021100067
- （伊藤博和・影山和子・亀井和子・田中公一朗・辻本浩三）『大学入試 出典・朝日新聞 2002年版』（朝日新聞社、2001年） ISBN 4021100075
- （伊藤博和・影山和子・亀井和子・柴田敬司・田中公一朗・辻本浩三）『大学入試 出典・朝日新聞 2003年版』（朝日新聞社、2002年） ISBN 4021100083
- （伊藤博和・影山和子・亀井和子・柴田敬司・田中公一朗・辻本浩三）『大学入試 出典・朝日新聞 2004年版』（朝日新聞社、2003年） ISBN 4021100091

大学入試英語過去問題集（年次版、監修）
- 『大学入試英語問題の研究 2002 私立大編』（たちばな出版、2002年） ISBN 4813315755
- 『大学入試英語問題の研究 2002 国公立大編』（たちばな出版、2002年） ISBN 4813315747
- 『大学入試英語問題の研究 2002 医・歯・薬・獣医系大』（たちばな出版、2002年） ISBN 4813315763
- 『大学入試英語問題の研究 2003 私立大編』（たちばな出版、2003年） ISBN 4813316867
- 『大学入試英語問題の研究 2003 国公立大編』（たちばな出版、2003年） ISBN 4813316859
- 『大学入試英語問題の研究 2005』（たちばな出版、2004年） ISBN 481331824X
- 『大学入試英語問題の研究 2006』（ベネッセコーポレーション、2005年） ISBN 4828871004

辞典
- 『MD 英語（Mini Dictionary Series)』（朝日出版社、1998年） ISBN 4255980217
- 『クラウン受験英語辞典』（三省堂、2000年） ISBN 4385100373

TOEFL対策
- 『コンピュータが選んだ TOEFL 必須単語 1800』（語研、1989年） ISBN 4876156301
- 『コンピュータが選んだ TOEFL 必須単語 1800 ＜カセット＋テキスト＞』（語研、1989年） ISBN 4876157308
- 『コンピュータが選んだ TOEFL 必須単語 1800 ＜CD＞』（語研、1993年）ISBN 4876158886
- 『コンピュータが選んだ TOEFL 必須イディオム 1500』（語研、1993年） ISBN 4876156700
- 『コンピュータが選んだ TOEFL 必須イディオム 1500 ＜カセット＋テキスト＞』（語研、1993年） ISBN 4876157707
- 『コンピュータが選んだ TOEFL 必須イディオム 1500 ＜CD＞』（語研、1993年）ISBN 4876158169

TOEIC対策
- 『TOEIC test 実戦マスター英文法 ＜テキスト＞』（語研、2003年） ISBN 4876150850

社会人向け英語書籍
- 『よみがえる英語力（インナーブックス) 単語・熟語で実力メキメキ』（いんなあとりっぷ社、1977年）
- 『続・よみがえる英語力（インナーブックス）この単語・熟語が合否の鍵』（いんなあとりっぷ社、1977年） ISBN 4266007159
- 『らくらく「英語を読む」100 のノウハウ ニガ手な人の英語再チャレンジ！』（曙出版、1990年） ISBN 4750806714
- 『モノから覚える生活ボキャブラリー（研究社ブックス get it）』（研究社、1999年） ISBN 4327279048
- 『もう一度はじめる英文法』（ジャパンタイムズ、2000年） ISBN 478901018X
- 『もう一度はじめる英作文』（ジャパンタイムズ、2001年） ISBN 4789010503
- 『もう一度はじめる英単語』（ジャパンタイムズ、2002年） ISBN 4789011100
- 『ビジネス英語を速く読む（光文社新書)』（光文社、2001年） ISBN 4334031080
- 『英文を読み解く以前に知るべき現代社会の常識 テーマ別概説』（プレイス: 河出書房新社、2003年） ISBN 4309905366
- 『田中ちわわの100クイズで中学英語が復習できる』（幻冬舎、2003年） ISBN 4344003772
- 『CD で覚えるはじめての日常英会話』（西東社、2005年） ISBN 4791612574

### 翻訳
- （ゴードン・トマス, マックス・モーガン=ウィッツ）『ゲルニカ: ドキュメント・ヒトラーに魅入られた町』 （TBSブリタニカ、1981年） / （新版 第三書館、1993年） ISBN 4807493256
- （トマス・ハウザー）『ミッシング』（ダイナミックセラーズ出版、1982年）
- （アラン・ジョン・パーシヴァル・テーラー）『第二次世界大戦 目で見る戦史』 （新評論、1981年） ISBN 4794823223
- （アラン・ジョン・パーシヴァル・テーラー）『戦争はなぜ起こるか 目で見る歴史』 （新評論、1982年） ISBN 4794823312
- （アラン・ジョン・パーシヴァル・テーラー）『革命と革命家たち 目で見る歴史』 （新評論、1984年） ISBN 4794823320

### ハンドブック
- 『世界の「紛争」ハンドブック いつでもどこでも読める』（研究社、2002年） ISBN 4327451479